# Johannes Fischbach
Johannes Fischbach (ur. 3 kwietnia 1988) – niemiecki kolarz górski.

## Kariera
Johannes Fischbach startuje w four-crossie oraz downhillu. W pierwszej z tych konkurencji jego najlepszym wynikiem jest piąte miejsce wywalczone na mistrzostwach świata w Champéry w 2011 roku. W downhillu wystąpił po raz pierwszy na rozgrywanych rok później mistrzostwach świata w Leogang, gdzie był siedemnasty. W four-crossie czterokrotnie stawał na podium zawodów Pucharu Świata, ale nie odniósł żadnego zwycięstwa. Najlepsze wyniki osiągnął w sezonie 2011, który ukończył na szóstej pozycji. Nigdy nie startował na igrzyskach olimpijskich. W latach 2007 i 2008 był mistrzem kraju w four-crossie, a w 2012 roku był najlepszy w downhillu.